# Uniwersytet Polski za Granicą
Uniwersytet Polski za Granicą – polska uczelnia w Paryżu działająca w latach 1939–1940.

## Historia i działalność
Uniwersytet został powołany, z inicjatywy Oskara Haleckiego, w celu zapewnienia ciągłości polskiego szkolnictwa wyższego, ponieważ w okupowanej Polsce Niemcy zakazali funkcjonowania instytucji naukowych i kulturalnych.
Pierwsze rozmowy na temat powołania uczelni odbyły się pod koniec września w Szwajcarii. Jej siedzibą miał był Paryż, a centrum instytucjonalnym kamienica Biblioteki Polskiej. 29 listopada 1939 w budynku tym odbyło się zebranie założycielskie. Na czele komitetu organizacyjnego stanął Oskar Halecki, sekretarzem komitetu został Paweł Skwarczyński, organizatorem Wydziału Prawno-Ekonomicznego Stefan Glaser, a Wydziału Humanistycznego Stanisław Kot, którego zastąpił następnie Władysław Folkierski. Uroczysta inauguracja działalności odbyła się 1 grudnia 1939, w obecności przedstawicieli polskiego rządu na uchodźstwie i rządu francuskiego.
Chęć udziału w pracach uniwersytetu zgłosiło około 80 profesorów i docentów oraz 60 asystentów. Studia były bezpłatne; zapisało się na nie około 100 studentów (kobiet i mężczyzn, mniej więcej po równo), w podobnej liczbie na oba wydziały. Udało się zorganizować dwa trymestry zajęć (które odbywały się w Bibliotece Polskiej). Pierwszy trwał od 22 stycznia do 16 marca, drugi od 8 kwietnia do ewakuacji (pod koniec maja 1940). Po zajęciu Francji przez Niemców uniwersytet zaprzestał działalności. Część profesorów, wraz z rektorem Oskarem Haleckim, znalazła się w Stanach Zjednoczonych, większość została ewakuowana do Wielkiej Brytanii, nieliczna grupa pozostała we Francji. Do tradycji Uniwersytetu Polskiego za Granicą odwołuje się utworzony w 1949 (faktycznie w 1952) Polski Uniwersytet na Obczyźnie.

## Wykładowcy Polskiego Uniwersytetu za Granicą
Na Wydziale Prawno-Ekonomicznym wykładali:
- Stefan Glaser (prawo i proces karny)
- Bronisław Hełczyński (zarys prawa handlowego i wekslowego)
- Eugeniusz Jarra (zagadnienia z teorii prawa)
- Marian Jedlicki (ustrój dawnych i dzisiejszych Niemiec)
- Władysław Kulski(inne języki) (prawo międzynarodowe)
- Jerzy Stefan Langrod (zagadnienia z prawa administracyjnego i problemy organizacyjne w administracji)
- Zygmunt Nagórski (polski kodeks zobowiązań)
- Roman Piotrowski (prawo gospodarcze)
- Michał Potulicki(inne języki) (prawo konstytucyjne, ustrój Polski współczesnej)
- Adam Pragier (zarys skarbowości ogólnej)
- Adam Rose (zagadnienia gospodarcze Polski współczesnej)
- Paweł Skwarczyński (zagadnienia charakterystyczne w ustroju dawnej Rzeczypospolitej)
- Józef Sułkowski (ogólne zasady prywatnego prawa międzydzielnicowego i międzynarodowego)
- Bohdan Winiarski.

Na Wydziale Humanistycznym zajęcia prowadzili:
- Władysław Folkierski (symbolizm Alfreda de Vigny)
- Olgierd Górka (konieczności i nakazy polityki dawnej Rzeczypospolitej aż do Odrodzenia)
- Oskar Halecki (rola Polski w dziejach powszechnych, geografia historyczna Europy Środkowo-Wschodniej)
- Marian Heitzman (zagadnienia racjonalizmu i irracjonalizmu a światopogląd)
- Augustyn Jakubisiak (znaczenie i pochodzenie pewników myśli, czas i przestrzeń)
- Bogumił Jasinowski (zarys filozofii starożytnej)
- Jan Lechoń (tradycja i nowość w polskiej literaturze współczesnej)
- Zofia Korwin-Piotrowska (Balzac a świat słowiański)
- Stanisław Seliga (z dziejów kultury starożytnej)
- Zygmunt Lubicz-Zaleski (Stanisław Wyspiański)[8].

W ramach Centre d’Etudes Polonaises de Paris (istniejącego już przed II wojną światową, a następnie włączonego w strukturę uniwersytetu) studentów kształcili:
- Paul Cazin
- Henri de Montfort
- Irena Gałęzowska(inne języki).